# 斯韋茲伯勒 (新澤西州)
斯韋茲伯勒（英語：Swedesboro）是位於美國新澤西州格洛斯特縣的自治市鎮。

## 人口
根據2020年美國人口普查的數據，斯韋茲伯勒的面積為1.99平方千米，當中陸地面積為1.89平方千米，而水域面積為0.09平方千米。當地共有人口2711人，而人口密度為每平方千米1,362人。